# Battke Point
Der Battke Point ist eine Landspitze von King George Island im Archipel der Südlichen Shetlandinseln. Sie liegt in Form eines 65 m hohen Kliffs am Ufer der Lions Cove.
Polnische Wissenschaftler benannten sie 1999 nach Zbigniew Battke (1944–2018), Kartograph bei der polnischen Antarktiskampagnen von 1987 bis 1989 sowie Leiter der Kampagne von 1998 bis 2000.